# Major League Soccer 1996
Het Amerikaans voetbalkampioenschap 1996 was het eerste seizoen van de nieuw gevormde Major League Soccer. Het seizoen begon op zaterdag 6 april met het duel San Jose Clash–D.C. United (1–0 door een treffer in de 88ste minuut van aanvaller Eric Wynalda) en eindigde op 20 oktober 1996 met de finale in het Foxboro Stadium  (Foxborough) onder leiding van scheidsrechter Esfandiar Baharmast.
Alle teams speelden 32 wedstrijden gedurende het reguliere seizoen. Een overwinning leverde drie punten op, een nederlaag nul. Met een zege na shoot-outs werd één punt verdiend. Uit angst voor verveling bij de fans was besloten dat elke wedstrijd een winnaar moest opleveren. Dus als een duel gelijk eindigde, moesten penaltyshoot-outs de beslissing brengen. De competitie had ook een aftelklok in plaats van de gebruikelijke 'lopende klok'.

## Eindstand

### Eastern Conference
| № | Club                   | WG | W  | SO  | V  | SO  | DV | DT | +/– | Punten |
| - | ---------------------- | -- | -- | --- | -- | --- | -- | -- | --- | ------ |
| 1 | Tampa Bay Mutiny       | 32 | 20 | (1) | 12 | (3) | 66 | 51 | +15 | 58     |
| 2 | D.C. United            | 32 | 16 | (1) | 16 | (3) | 62 | 56 | +6  | 46     |
| 3 | NY/NJ MetroStars       | 32 | 15 | (3) | 17 | (2) | 45 | 47 | –2  | 39     |
| 4 | Columbus Crew          | 32 | 15 | (4) | 17 | (5) | 59 | 60 | –1  | 37     |
| 5 | New England Revolution | 32 | 15 | (6) | 17 | (2) | 43 | 56 | –13 | 33     |

### Western Conference
| № | Club               | WG | W  | SO  | V  | SO  | DV | DT | +/– | Punten |
| - | ------------------ | -- | -- | --- | -- | --- | -- | -- | --- | ------ |
| 1 | Los Angeles Galaxy | 32 | 19 | (4) | 13 | (4) | 59 | 49 | +10 | 49     |
| 2 | Dallas Burn        | 32 | 17 | (5) | 15 | (3) | 50 | 48 | +2  | 41     |
| 3 | Kansas City Wiz    | 32 | 17 | (5) | 15 | (2) | 61 | 63 | –2  | 41     |
| 4 | San Jose Clash     | 32 | 15 | (3) | 17 | (6) | 50 | 50 | 0   | 39     |
| 5 | Colorado Rapids    | 32 | 11 | (2) | 21 | (4) | 44 | 59 | –15 | 29     |

## MLS Cup Play-offs
De beste vier teams van beide divisies kwalificeerden zich voor de play-offs. Hier streden ze via een kwartfinale, halve finale en een finale om het kampioenschap van de Major League Soccer.
|  | Kwartfinale        | Kwartfinale      | Kwartfinale | Kwartfinale |   |                    | Halve finale | Halve finale | Halve finale | Halve finale |  |                    | MLS Cup 1996 | MLS Cup 1996 | MLS Cup 1996 | MLS Cup 1996 |  |  |
|  |                    |                  |             |             |   |                    |              |              |              |              |  |                    |              |              |              |              |  |  |
|  | San Jose Clash     | 1                | 0           | 0           |   |                    |              |              |              |              |  |                    |              |              |              |              |  |  |
|  | Los Angeles Galaxy | 0                | 2           | 2           |   |                    |              |              |              |              |  |                    |              |              |              |              |  |  |
|  | Los Angeles Galaxy | 0                | 2           | 2           |   | Los Angeles Galaxy | 2            | 2            | 4            |              |  |                    |              |              |              |              |  |  |
|  |                    |                  |             |             |   | Los Angeles Galaxy | 2            | 2            | 4            |              |  |                    |              |              |              |              |  |  |
|  |                    | Kansas City Wiz  | 1           | 1           | 2 |                    |              |              |              |              |  |                    |              |              |              |              |  |  |
|  | Kansas City Wiz    | Kansas City Wiz  | 1           | 1           | 2 | 3                  | 1            | 2            |              |              |  |                    |              |              |              |              |  |  |
|  | Kansas City Wiz    |                  |             |             |   | 3                  | 1            | 2            |              |              |  |                    |              |              |              |              |  |  |
|  | Dallas Burn        | 2                | 2           | 2           |   |                    |              |              |              |              |  |                    |              |              |              |              |  |  |
|  | Dallas Burn        | 2                | 2           | 2           |   |                    |              |              |              |              |  | Los Angeles Galaxy |              |              | 2            |              |  |  |
|  |                    |                  |             |             |   |                    |              |              |              |              |  | Los Angeles Galaxy |              |              | 2            |              |  |  |
|  |                    | D.C. United      |             |             | 3 |                    |              |              |              |              |  |                    |              |              |              |              |  |  |
|  | NY/NJ MetroStars   | D.C. United      | 3           | 0           | 3 | 1                  |              |              |              |              |  |                    |              |              |              |              |  |  |
|  | NY/NJ MetroStars   |                  | 3           | 0           |   | 1                  |              |              |              |              |  |                    |              |              |              |              |  |  |
|  | D.C. United        | 2                | 1           | 2           |   |                    |              |              |              |              |  |                    |              |              |              |              |  |  |
|  | D.C. United        | 2                | 1           | 2           |   | D.C. United        | 4            | 2            | 6            |              |  |                    |              |              |              |              |  |  |
|  |                    |                  |             |             |   | D.C. United        | 4            | 2            | 6            |              |  |                    |              |              |              |              |  |  |
|  |                    | Tampa Bay Mutiny | 1           | 1           | 2 |                    |              |              |              |              |  |                    |              |              |              |              |  |  |
|  | Columbus Crew      | Tampa Bay Mutiny | 1           | 1           | 2 | 0                  | 2            | 1            |              |              |  |                    |              |              |              |              |  |  |
|  | Columbus Crew      |                  |             |             |   | 0                  | 2            | 1            |              |              |  |                    |              |              |              |              |  |  |
|  | Tampa Bay Mutiny   | 2                | 1           | 4           |   |                    |              |              |              |              |  |                    |              |              |              |              |  |  |

## Team prijzen
- Landskampioen - D.C. United
- U.S. Open Cup - D.C. United
- MLS Supporters' Shield - Tampa Bay Mutiny

## Individuele prijzen

### Speler van de Week
| Week    | Speler              | Club                   |
| ------- | ------------------- | ---------------------- |
| Week 1  | Eric Wynalda        | San Jose Clash         |
| Week 2  | Brian McBride       | Columbus Crew          |
| Week 3  | Marcelo Balboa      | Colorado Rapids        |
| Week 4  | Bo Oshoniyi         | Columbus Crew          |
| Week 5  | Giovanni Savarese   | NY/NJ MetroStars       |
| Week 6  | Brian McBride       | Columbus Crew          |
| Week 7  | Jorge Campos        | Los Angeles Galaxy     |
| Week 8  | Preki Radosavljevic | Kansas City Wiz        |
| Week 9  | John Doyle          | San Jose Clash         |
| Week 10 | Eduardo Hurtado     | Los Angeles Galaxy     |
| Week 11 | Mark Dodd           | Dallas Burn            |
| Week 12 | Mark Chung          | Kansas City Wiz        |
| Week 13 | Tony Meola          | NY/NJ MetroStars       |
| Week 14 | Raúl Díaz Arce      | D.C. United            |
| Week 15 | Paul Bravo          | San Jose Clash         |
| Week 16 | Cobi Jones          | Los Angeles Galaxy     |
| Week 17 | Joe-Max Moore       | New England Revolution |
| Week 18 | Tony Meola          | NY/NJ MetroStars       |
| Week 19 | Adrián Paz          | Columbus Crew          |
| Week 20 | Marco Etcheverry    | D.C. United            |
| Week 21 | Brad Friedel        | Columbus Crew          |
| Week 22 | Brian Maisonneuve   | Columbus Crew          |
| Week 23 | Frank Yallop        | Tampa Bay Mutiny       |
| Week 24 | Brad Friedel        | Columbus Crew          |

### Jaarprijzen
| Prijs                   | Naam              | Team             |
| ----------------------- | ----------------- | ---------------- |
| Most Valuable Player    | Carlos Valderrama | Tampa Bay Mutiny |
| Topscorer               | Roy Lassiter (27) | Tampa Bay Mutiny |
| Verdediger van het Jaar | John Doyle        | San Jose Clash   |
| Doelman van het Jaar    | Mark Dodd         | Dallas Burn      |
| Beste Nieuwkomer        | Steve Ralston     | Tampa Bay Mutiny |
| Trainer van het Jaar    | Thomas Rongen     | Tampa Bay Mutiny |
| Doelpunt van het Jaar   | Eric Wynalda      | San Jose Clash   |

## Statistieken

### Topscorers
- In onderstaand overzicht zijn alleen spelers opgenomen met tien of meer treffers achter hun naam in de reguliere competitie.

| №  | Naam                | Club                   | Goals | Pen. | Duels | Gem. |
| -- | ------------------- | ---------------------- | ----- | ---- | ----- | ---- |
| 1  | Roy Lassiter        | Tampa Bay Mutiny       | 27    | 3    | 30    | 0,90 |
| 2  | Raúl Díaz Arce      | D.C. United            | 23    | 4    | 28    | 0,82 |
| 3  | Eduardo Hurtado     | Los Angeles Galaxy     | 21    | 3    | 26    | 0,81 |
| 4  | Preki Radosavljevic | Kansas City Wiz        | 18    | 7    | 32    | 0,56 |
| 5  | Brian McBride       | Columbus Crew          | 17    | 3    | 28    | 0,61 |
| 6  | Steve Rammel        | D.C. United            | 14    | 0    | 26    | 0,54 |
| 7  | Giovanni Savarese   | NY/NJ MetroStars       | 13    | 1    | 26    | 0,50 |
| 8  | Vitalis Takawira    | Kansas City Wiz        | 13    | 0    | 28    | 0,46 |
| 9  | Paul Bravo          | San Jose Clash         | 13    | 1    | 31    | 0,42 |
| 9  | Jason Kreis         | Dallas Burn            | 13    | 0    | 31    | 0,42 |
| 11 | Joe-Max Moore       | New England Revolution | 11    | 3    | 14    | 0,79 |
| 12 | Jean Harbor         | Colorado Rapids        | 11    | 3    | 29    | 0,38 |
| 12 | Pete Marino         | Columbus Crew          | 11    | 0    | 29    | 0,38 |
| 14 | Missael Espinoza    | San Jose Clash         | 10    | 0    | 26    | 0,38 |
| 15 | Eric Wynalda        | San Jose Clash         | 10    | 2    | 27    | 0,37 |

### Scheidsrechters
- Cijfers betreffen zowel de reguliere competitie als de play-offs.

| Naam                  | Duels | Kreeg geel | Kreeg voor de tweede keer geel en dus rood | Weggestuurd |
| --------------------- | ----- | ---------- | ------------------------------------------ | ----------- |
| Esfandiar Baharmast   | 22    | 54         | 0                                          | 1           |
| Arturo Angeles        | 14    | 61         | 0                                          | 1           |
| Kevin Stott           | 14    | 54         | 2                                          | 0           |
| Tim Weyland           | 13    | 40         | 2                                          | 0           |
| Richard Grady         | 13    | 61         | 1                                          | 1           |
| Brian Hall            | 13    | 31         | 2                                          | 0           |
| Joshua Patlak         | 12    | 42         | 3                                          | 0           |
| Zim Boulos            | 11    | 43         | 1                                          | 1           |
| Kevin Terry           | 10    | 25         | 2                                          | 1           |
| Frank Gorog           | 8     | 22         | 3                                          | 1           |
| Paul Tamberino        | 8     | 15         | 0                                          | 0           |
| Raul Dominguez        | 7     | 27         | 0                                          | 2           |
| Ali Saheli            | 6     | 20         | 1                                          | 0           |
| Ruben Rodhas          | 5     | 18         | 0                                          | 0           |
| Robert Sheker         | 4     | 9          | 0                                          | 0           |
| Robert Van de Wyngard | 4     | 11         | 1                                          | 1           |
| Marcel Yonan          | 4     | 5          | 0                                          | 0           |
| Steve Olson           | 3     | 7          | 0                                          | 0           |
| Edwin Resendes        | 2     | 9          | 1                                          | 1           |
| Zekai Akbay           | 1     | 2          | 0                                          | 0           |
| Ted Covaciu           | 1     | 2          | 1                                          | 0           |
| John Hepburn          | 1     | 3          | 0                                          | 0           |
| Byung-Il Noh          | 1     | 7          | 0                                          | 0           |
| Totaal                | 177   | 568        | 20                                         | 10          |

### Toeschouwers
- Cijfers betreffen alleen de reguliere competitie.

| №      | Club                   | Totaal    | Duels | Gem    | Record |
| ------ | ---------------------- | --------- | ----- | ------ | ------ |
| 1      | Los Angeles Galaxy     | 462.650   | 16    | 28.916 |        |
| 2      | NY/NJ MetroStars       | 382.360   | 16    | 23.898 |        |
| 3      | New England Revolution | 304.392   | 16    | 19.025 |        |
| 4      | Columbus Crew          | 303.202   | 16    | 18.950 |        |
| 5      | San Jose Clash         | 275.712   | 16    | 17.232 |        |
| 6      | Dallas Burn            | 256.173   | 16    | 16.011 |        |
| 7      | D.C. United            | 244.199   | 16    | 15.262 |        |
| 8      | Kansas City Wiz        | 206.044   | 16    | 12.878 |        |
| 9      | Tampa Bay Mutiny       | 186.856   | 16    | 11.679 |        |
| 10     | Colorado Rapids        | 163.413   | 16    | 10.213 |        |
| Totaal | Totaal                 | 2.785.001 | 160   | 17.406 |        |

### Nederlanders
Bijgaand een overzicht van de Nederlandse voetballers die in het seizoen 1996 uitkwamen in de Major League Soccer.
| Naam           | Club            | Debuut     | Duels | Goals |
| -------------- | --------------- | ---------- | ----- | ----- |
| Raimo de Vries | Colorado Rapids | 29.08.1996 | 4     | 0     |